# Sierra de Ancasti
La Sierra de Ancasti es un cordón montañoso ubicado en la provincia de Catamarca, Argentina; forma parte integral de las Sierras Pampeanas.
Ancasti significa nido de águilas en lengua diaguita.

## Ubicación
Se encuentra al sudeste de la provincia de Catamarca, mayormente dentro de los departamentos Ancasti y El Alto.
Al oeste de sus faldas se encuentra el Valle de San Fernando que se sitúa entre este sistema, y la Sierra de Ambato. Allí se sitúa la ciudad de San Fernando del Valle de Catamarca y su conurbano, habitando casi el 70% de la población total de la provincia.
En sus mayores altitudes se encuentran pequeñas poblaciones, como las de Ancasti, La Candelaria y El Alto.
Al este del sistema se encuentra la Ruta Nacional 157 que surca de norte a sur las laderas de la sierra. Allí se encuentras las localidades de Recreo, San Antonio de la Paz y Frías (Santiago del Estero).

## Características
La sierra de Ancasti está constituida por un basamento predominantemente metamórfico de grado medio y alto, y algunos cuerpos graníticos y gabroides aislados.
Sus faldas se encuentran pobladas de lapachos, quebrachos, palos borrachos, gracias a la humedad reinante.